# Anisodes endospila
Anisodes endospila là một loài bướm đêm trong họ Geometridae.